# Total (álbum de SebastiAn)
Total es el primer álbum de estudio del artista electrónico francés SebastiAn. El álbum fue lanzado en Europa el 30 de mayo de 2011, y en América del Norte el 7 de junio de 2011 por Ed Banger Records. El álbum fue anunciado en febrero con el lanzamiento de un avance de calificación X. Este fue seguido con un vídeo para el primer sencillo «Embody» dirigido por So Me, que fue lanzado el 4 de abril con remixes de DJ Premier y Kavinsky. El álbum incluye a artistas como M.I.A., Gaspard Augé de Justice y Mayer Hawthorne. La portada en blanco y negro del álbum muestra a SebastiAn besándose a sí mismo.
El álbum se caracteriza por tener pistas con cambios de estilos, pero sin alejarse del sonido característico de SebastiAn. Según Harder Blogger Faster, el álbum es difícil de calificarlo en un género particular. Mientras tanto, SebastiAn entrega una música mezclada con una cacofonía de rasgos duros y sonidos crudos de alta energía que es similar al estilo musical de Justice, llevando a un detalle importante sobre la música de Ed Banger Records.
El álbum recibió críticas generalmente positivas, muchas de ellas describiéndolas como asombrosa, retumbante y convincente. La reseña de la BBC Music fue la que más aclamó el conjunto llamándola «brillante».

## Desarrollo
Total es un extenso álbum de estudio que a su vez «compila» algunas pistas publicadas anteriormente. El álbum incluye 22 pistas en total, muchas de ellas duran menos de un minuto. M.I.A, y Mayer Hawthorne colaboraron en algunas pistas, así como Gaspard Augé de Justice en la pista de clavecín «Tetra».
Los medios de comunicación explicaron que «el funk lo-fi que personifica el French house es representado diplomáticamente en Total, pero lo que muchos consideran como el límite del sonido francés es regularmente incumplida por la amplia influencia de batería de SebastiAn, ya sea disco al estilo diva, garage rock o las bandas sonoras de las películas de terror italianas».
El álbum fue anunciado en febrero con el lanzamiento de un pequeño avance con imágenes perturbadoras en presentaciones vislumbrantes, muchas de ellas encontradas en Internet y etiquetadas como extrañas. Las imágenes hacen referencia a diferentes conceptos controversiales: violencia, sexo, pedofilia, bestialismo, nazismo, la cultura del Internet, los sitios chocantes, etc. así como algunas referentes a la música.
SebastiAn explicó sobre el nuevo concepto ecléctico de su nuevo álbum, y sus futuros trabajos:

«Quería evitar la misma fórmula retumbante que he estado usando desde hace 4 años, quería probar algo nuevo. No veo discos como el resultado de una suma de trabajo que me defina por completo, sino más como un proyecto más entre otros. En un año o dos, probablemente voy a estar haciendo algo diferente».
Sebastian Akchoté,
Harder Faster Blogger, 13 de mayo de 2011

## Portada
La carátula del álbum fue fotografiada por Jean-Baptiste Mondino. Con un filtro blanco y negro, muestra a SebastiAn besándose y acariciándose a sí mismo. El contenido ha generado controversia, desacuerdos y confusión entre los fanes y espectadores. SebastiAn explicó sobre la carátula en una entrevista:
Raras veces hago algo para una cosa específica: para empezar, la idea de un doble beso en sí representa mi visión de la postura artística, es un tipo de broma seria sobre la relación que el artista tiene con su ego. Además, mis primeras portadas eran un calco de mi cara, por lo que yo quería seguir esa idea con una fotografía que añada algo nuevo. Cuando juegas un juego, debes jugarlo todo o no. Así, por ejemplo, incluso si no te gusta la cara, debes aceptarlo, incluso lo enfatiza. La elección del blanco y negro es la de romper con los gráficos a menudo muy colorido del techno. La presentación firmada por Mondino simboliza el deseo total de su creador, el ego absoluto del artista que besa y se devora a sí mismo.

## Recepción crítica
Total recibió reseñas generalmente positivas de los críticos de la corriente principal. En Metacritic, que asigna un calificación normal sobre 100 para las reseñas de críticos de la corriente principal, el álbum recibió una puntuación de 66, basado en 11 reseñas, indicando «críticas generalmente favorables». K. Ross Hoffman de Allmusic entregó una reseña positiva al álbum y la premio con 4 estrellas sobre 5 y la llamó «más familiar, barato, un maximalismo de glitch y funk». Además escribió: «Si desearías seleccionar las favoritas o caminar a través de todo el desorden con dificultad quizás depende en el contexto, pero no podemos negar que, en media década después o no, SebastiAn ha entregado». Mike Diver de BBC Music elogió el álbum, llamándolo «un excelente debut del productor francés, mostrando el estandarte de los álbumes dance del 2011... [...] Es un conjunto brillante que deja sin respiración, sacudiendo al oyente, y que da saltos entre los estilos con confidencia. Aquí está el house y tecno, el suave funk y la alma futurista, e incluso el drum'n'bass, que retumba el cráneo, recuerda la resistente producción del trío holandés Noisia». Conrad Tao de Sputnikmusic también elogió el álbum: «Total es realmente, realmente asombroso. Es es esa rara grabación dance que suena fascinante y excitante en tus cagados altavoces de ordenador así como lo hace en los parlantes subwoofer de un tremendo club. Incluso más impresionantemente, dispersa todas las nocines que SebastiAn es completamente un artista de sencillos, tomando los mejores elementos de sus anteriores EP y remixes, y encarnándolos dentro de un todo cohesivo y convincente». Tim Chester de NME dio al álbum 6 estrellas sobre 10, llamándolo «modernidad francesa que viene en un paquete ajustado con esfuerzos electros». Arya Davachi de Consequence of Sound entregó 3 estrellas y medio sobre cinco al álbum, diciendo «Total es realmente una celebración del cuerpo de trabajo de Sebastián, aunque golpea algunos baches en el camino». Además, añade: «Sebastián es un DJ muy talentoso, y con Total, hace que flexione todos los músculos que tiene, sonriendo todo el tiempo con un cigarrillo en la boca como si nos demostrara que esto es sólo el principio».
Matthew Horton de This is Fake DIY apoyó la carátula del álbum y al artista, diciendo: «Esto representa el "absoluto ego del artista» y también elogió el álbum con un puntuación de 8 sobre 10 y lo llamó: «divertido, emocionante y escandalosa». Tini Mix Tapes recompensó el álbum con 4.5 estrellas sobre 5 y complementó: «La sincronización quizá esté afuera, pero Total se convertirá en el mejor disco dance del año, y probablemente un álbum de culto clásico en la creación». Ben Hoogwood de MusicOMH entregó cuatro estrellas sobre cinco al álbum, explicando: «Sebastián ya se siente como un veterano del sonido de Ed Banger, un productor conocido por sus golpes, sus ritmos sin sentido y su funk desprogramado. Sin embargo, llamativamente, después de una compilación de remixes y una banda sonora, este es su primer disco adecuado».
La revista Q entregó una crítica mixta y lo comentó como: « En veintidós pistas de duración, Total es un ecléctico paseo en carro a través de una miríada de estilos musicales; la belleza es que no se pega el tiempo suficiente para conseguir el aburrimiento». Mojo entregó al álbum 3 estrellas sobre 5 y dijo: «Es difícil ignorar los sintetizadores atrayentes, los tambores, los ritmos glam rock y los gruñidos punkescos, tal es su energía efervescente».

## Lista de canciones
| N.º | Título                                          | Duración |  |
| 1.  | «Hudson River»                                  | 0:50     |  |
| 2.  | «Love in Motion» (con Mayer Hawthorne)          | 3:06     |  |
| 3.  | «Tough Games» (intermedio)                      | 0:41     |  |
| 4.  | «Embody»                                        | 3:46     |  |
| 5.  | «Ross Ross Ross»                                | 3:40     |  |
| 6.  | «Fried»                                         | 4:04     |  |
| 7.  | «Kindercut»                                     | 4:07     |  |
| 8.  | «Water Games» (intermedio)                      | 0:38     |  |
| 9.  | «Total»                                         | 1:22     |  |
| 10. | «Jack Wire» (versión instrumental)              | 2:45     |  |
| 11. | «C.T.F.O» (con M.I.A.)                          | 2:55     |  |
| 12. | «Cartoon» (intermedio)                          | 0:34     |  |
| 13. | «Arabest»                                       | 3:16     |  |
| 14. | «Prime»                                         | 3:07     |  |
| 15. | «Mean Games» (intermedio)                       | 0:53     |  |
| 16. | «Tetra» (producido por Gaspard Augé de Justice) | 2:55     |  |
| 17. | «Motor»                                         | 4:03     |  |
| 18. | «Night» (intermedio)                            | 0:46     |  |
| 19. | «Yes»                                           | 3:43     |  |
| 20. | «Bird Games» (intermedio)                       | 0:38     |  |
| 21. | «Doggg»                                         | 3:12     |  |
| 22. | «Frustra» (cierre)                              | 0:26     |  |
| 23. | «Organia» (pista adicional)                     | 2:36     |  |

Notas
1. ↑  Contiene un sample de la grabación «With Somebody Else» interpretado por The Hudson Brothers.
2. ↑  Contiene un sample de la grabación «Say You Wanna» interpretado por Howard Johnson y de «If You Leave Me Now» interpretado por Stevie B.
3. ↑  Contiene un sample de la grabación «Highway Lovers» interpretado por James Dallas.

## Personal
Artistas que participaron en la producción de Total:
- Sebastian Akchoté - compositor, productor
- So Me - dirección de arte
- Jean Baptiste Mondino - diseño de portada
- Gaspard Augé - productor (pista 16)
- Cocoa Rignal - voces adicionales (pista 8, 12, 15)
- Mathangi "Maya" Arulpragasam - voz principal (pista 11)
- Mayer Hawthorne - voz principal (pista 2)